# أدريان كيث
أدريان كيث (بالإنجليزية: Adrian Keith)‏ (16 ديسمبر 1962 بكولشيستر في المملكة المتحدة - ) هو لاعب كرة قدم بريطاني في مركز الدفاع. لعب مع كولتشستر يونايتد ووست هام يونايتد وHaverhill Rovers F.C. ‏.